# Akçakese (Ağlı)
Akçakese is een dorp in het Turkse district Ağlı en telt 88 inwoners.

| Jaartal | totaal | man | vrouw |
| ------- | ------ | --- | ----- |
| 2018    | 88     | 45  | 43    |
| 2017    | 73     | 39  | 34    |
| 2016    | 72     | 38  | 34    |
| 2015    | 76     | 37  | 39    |
| 2014    | 84     | 45  | 39    |
| 2013    | 83     | 46  | 37    |
| 2012    | 90     | 49  | 41    |
| 2011    | 98     | 53  | 45    |
| 2010    | 100    | 54  | 46    |
| 2009    | 119    | 64  | 55    |
| 2008    | 118    | 59  | 59    |
| 2007    | 132    | 66  | 66    |

Centrale districtsplaats (İlçe Merkezi): Ağlı
Dorpen (Köyler):
Adalar · Akçakese · Akdivan · Bereketli · Fırıncık · Gölcüğez · Kabacı · Müsellimler · Oluközü · Selmanlı · Tunuslar · Turnacık · Yeşilpınar